# Robert Bober

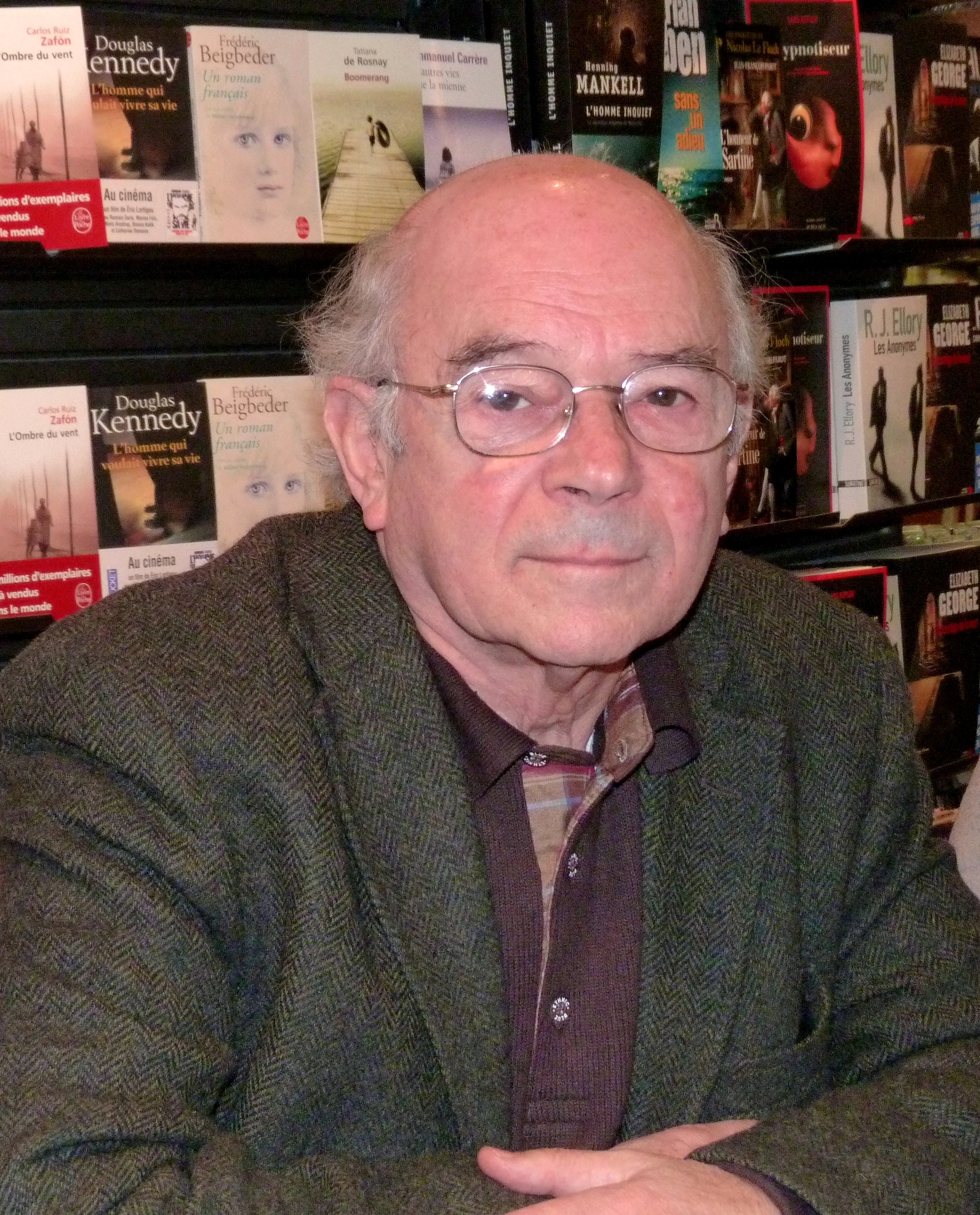
Robert Bober (2010)

Robert Bober (* 17. November 1931 in Berlin) ist ein französischer Schriftsteller und Dokumentarfilmer. Er lebt seit 1933 in Frankreich. Seit 1967 realisiert er Filme für das Fernsehen; er ist Autor von fast 120 Dokumentarfilmen. Sein erster Roman Quoi de neuf sur la guerre? (dt. Was gibt’s Neues vom Krieg?) erschien 1993 und erhielt 1994 den Literaturpreis Prix du Livre Inter.

## Leben
Robert Bober wurde 1931 als Sohn jüdischer Eltern geboren, die aus Polen kamen. 1933 flohen seine Eltern vor den Nationalsozialisten und emigrierten nach Frankreich. Im Juli 1942 wurden sie von Freunden gewarnt, wodurch es ihnen gelang, einer Massenrazzia (der „Rafle du Vélodrome d’Hiver“) zu entgehen.
Einige Jahre später verließ Bober die Schule, nachdem er das certificat d’études primaires hatte. Mit 16 begann er eine Schneiderlehre, schloss sie ab und arbeitete bis zum Alter von 22 in diesem Beruf. Dann wurde er Töpfer; in den Sommern leitete er Therapieprojekte mit kranken Kindern, insbesondere mit Holocaustwaisen, die jeden sozialen Kontakt verloren hatten.
In den 1950er Jahren traf Bober François Truffaut und wurde sein Assistent in den Filmen Les Quatre Cents Coups (1959), Tirez sur le pianiste (1960) und Jules et Jim (1962). 1967 drehte er seinen ersten Dokumentarfilm fürs Fernsehen (Cholem Aleichem, un écrivain de langue Yiddish).  In den 1970ern behandelten seine Dokumentarfilme vor allem die Nachkriegszeit und die Folgen des Holocaust.

## Filmografie

### Hauptfilme
- 1967: Cholem Aleichem, un écrivain de langue yiddish
- 1970: La génération d'après (Serie Les femmes aussi)
- 1971: La cloche et ses clochardes
- 1972: T'es un adulte, toi! (Serie Du côté des enfants)
- 1974: C'est ainsi qu'on invente le spectacle
- 1976: Réfugié provenant d'Allemagne: apatride d'origine polonaise
- 1977: Adresse provisoire: Les Molines
- 1978: La photographie hors-cadre
- 1979: Récits d'Ellis Island (mit Georges Perec)
- 1987: Qu'est-ce qui se passe avec la culture?
- 1993: L'ombre portée
- 1993: En remontant la rue Vilin

### Dokumentarfilme mit Pierre Dumayet
Etwa 40, darunter:
- 1970: Queneau, Bove, Buber, Schnitzler (Serie Lire c'est vivre)
- 1989: L'esprit des lois
- 1990–1994: Perec, Flaubert, Dumas, Poussin (Serie Lire et écrire et Lire et relire)
- 1996: Alechinsky, l'œil du peintre
- 1998: À la lumière de "J'accuse"
- 1998–2000: Queneau, Proust, Tardieu, Valéry, Supervielle, Reverdy, Louys Pierre (Serie Un siècle d'écrivains)
- 1999: Balzac: quelques traits de caractère
- 2000: Flaubert, Van Gogh, Dostoïevsky (Serie Correspondances)
- 2001: Roland Dubillard (über Roland Dubillard)
- 2016: Wien vor der Nacht

## Schriften
- Récits d'Ellis Island. histoires d'errance et d'espoir. 1980
  - Geschichten von Ellis Island oder Wie man Amerikaner macht. Übers. Eugen Helmlé. Wagenbach, Berlin 1997, ISBN 3-8031-3592-3
- Quoi de neuf sur la guerre? 1993
  - Was gibt’s Neues vom Krieg? Übers. Tobias Scheffel. Kunstmann, München 1995, ISBN 3-88897-156-X
- Berg et Beck. 1999
  - Berg und Beck. Übers. Tobias Scheffel. Kunstmann, München 2000, ISBN 3-88897-232-9
- Laissées-pour-compte. 2005
- On ne peut plus dormir tranquille quand on a une fois ouvert les yeux. 2010
  - Wer einmal die Augen öffnet, kann nicht mehr ruhig schlafen. Übers. Tobias Scheffel. Kunstmann, München 2011, ISBN 978-3-88897-725-1
- Par instants, la vie n’est pas sûre. 2020

## Preise und Auszeichnungen (Auswahl)
- 1980: Récits d'Ellis Island (Bober: Regie, Perec: Text, 1979) – Festival dei Popoli Firence: Premio Marzocco d'oro[3]
- 1991: Auszeichnung für das audiovisuelle Werk – Société civile des auteurs multimedia (SCAM): Prix Charles Brabant[4]
- 1992: En remontant la rue Vilin (1992) – Festival international des programmes audiovisuels de Biarritz: FIPA d'Argent[5]
- 1994: Quoi de neuf sur la guerre? (1993) – Prix du Livre Inter
- 2013: Prix Max Cukierman
- 2021: Par instants, la vie n’est pas sûre (2020) – Prix Jean d’Ormesson[6], Prix François Billetdoux[7] und Prix Littéraire Charles Brisset[8]

## Adaptionen fürs Theater
- Quoi de neuf sur la guerre? à partir du roman de Robert Bober, mise en scène de Charles Tordjman, 1995.
- Berg et Beck, adaptation de Robert Bober, inszeniert von François Clavier, 2001, Théâtre de la Manufacture